# Società Sportiva Sambenedettese 1954-1955
Questa voce raccoglie le informazioni riguardanti la Società Sportiva Sambenedettese nelle competizioni ufficiali della stagione 1954-1955.

## Rosa
| N. |                   | Ruolo | Calciatore            |
| -- | ----------------- | ----- | --------------------- |
|    | Italia (bandiera) | D     | Alberto Astraceli     |
|    | Italia (bandiera) | D     | Luciano Cacchiò       |
|    | Italia (bandiera) | A     | Rino Di Fraia         |
|    | Italia (bandiera) | A     | Etro Ferretti         |
|    | Italia (bandiera) | D     | Lionello Lepre        |
|    | Italia (bandiera) | P     | Enzo Matteucci        |
|    | Italia (bandiera) | C     | Aldo Morsan           |
|    | Italia (bandiera) | A     | Luciano Padoan        |
|    | Italia (bandiera) | C     | Antonio Palestini (V) |

| N. |                   | Ruolo | Calciatore          |
| -- | ----------------- | ----- | ------------------- |
|    | Italia (bandiera) | D     | Domenico Rosati     |
|    | Italia (bandiera) | D     | Elio Rossi          |
|    | Italia (bandiera) | C     | Alvaro Sellani      |
|    | Italia (bandiera) | A     | Filippo Traini (II) |
|    | Italia (bandiera) | A     | Luigi Traini (I)    |
|    | Italia (bandiera) | A     | Gustavo Travaglini  |
|    | Italia (bandiera) | C     | Giovanni Zamperlini |
|    | Italia (bandiera) | P     | Enore Zanoni        |